# Cầy lỏn
Cầy lỏn hay lỏn tranh (tiếng Mường: cầy oi, danh pháp: Herpestes javanicus) là loài thú hoang ở Nam Á và Đông Nam Á, hiện đã di thực đến nhiều nơi trên thế giới.

## Phân bố và môi trường sống
Loài cầy lỏn phân bố chủ yếu ở vùng Nam Á và Đông Nam Á trên lãnh thổ của Pakistan, Ấn Độ, Myanmar, Nepal, Bangladesh, Thái Lan, Lào, Campuchia, Việt Nam, Malaysia và đảo Java, đôi khi được tìm thấy ở Trung Đông trên lãnh thổ Iran. Chúng sinh sống thường xuyên ở những cánh rừng suy thoái hoặc đồng cỏ hơn là ở rừng thường xanh.

## Miêu tả
Cầy lỏn có thân mảnh mai và đầu dài với một cái mõm nhọn, cùng với đó là một đôi tai ngắn. Chiều dài của đầu và thân là từ 509 đến 671 mm. Chúng có bộ lông màu nâu xen trắng, đặc biệt lông trên đầu có màu nâu đỏ đến nâu sẫm. Chân của cầy lỏn có màu trùng với thân hoặc có thể sẫm màu hơn chút ít. Chúng có năm ngón chân với móng vuốt dài. Đuôi dài khoảng 2 phần 3 thân mình. Khi chúng bị giật mình, cầy lỏn xù lông lên làm cơ thể trong to hơn bình thường. Con đực có đầu lớn hơn và kích thước lớn hơn con cái. Ở con cái có 3 cặp vú.
Một điều đặc biệt là loài cầy lỏn có thể phát được 12 âm khác nhau.

## Thức ăn
Cầy lỏn chủ yếu ăn côn trùng, nếu thức ăn khan hiếm chúng cũng ăn được cua, ếch nhái, nhện, rắn, chim và trứng chim. Đôi khi chúng còn bắt cả gà rừng. Cầy lỏn là một loài thú rất nhanh nhẹn, chúng có thể chiến đấu với rắn độc, bắt và cắn cổ rắn cho đến chết.

## Tập tính và sinh sản
Cầy lỏn chủ yếu sinh hoạt đơn lẻ mặc dù đôi khi các con cái có tập hợp thành bầy. Ở mùa động dục hoặc trong thời gian nuôi con chúng sống ghép đôi hoặc ở thành một nhóm nhỏ. Nơi ẩn nấp của chúng là hang và các hốc cây. Đây là loài kiếm ăn cả ngày lẫn đêm.
Mùa giao phối của cầy lỏn là không rõ ràng và thường giao phối trong hang dưới đất. Con cái mang thai 6 tuần. Mỗi lần đẻ từ 2 đến bốn con. Trong điều kiện nuôi nhốt, cầy lỏn có thể có tuổi thọ là 6 năm.